# Tikkurila Sverige

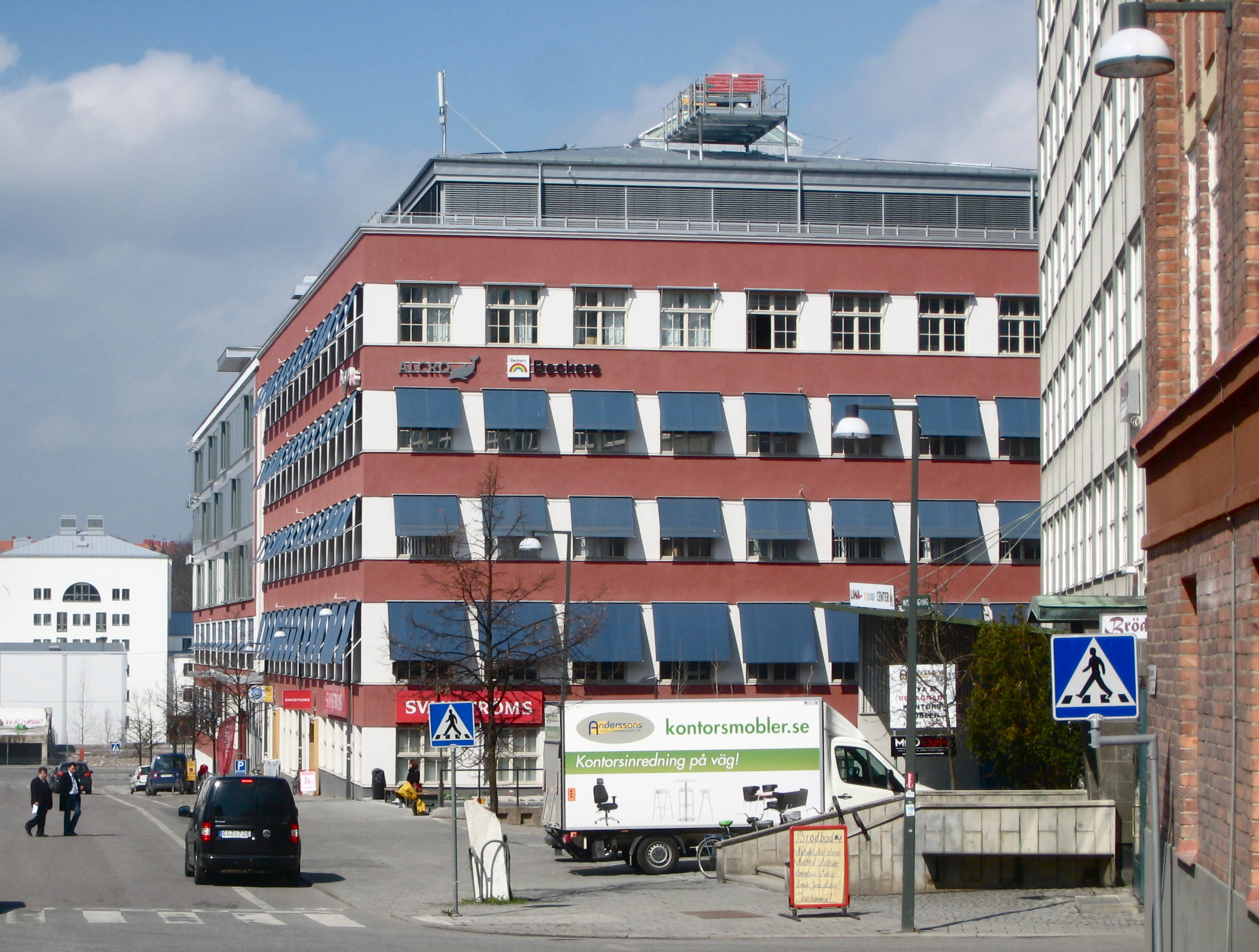
Tikkurila Sverige AB:s huvudkontor i Mårtensdal i Hammarby sjöstad.

Tikkurila Sverige AB, före 2012 Alcro-Beckers AB, är en producent av bygg- och konsumentmålarfärg. Företaget bildades 1986 genom sammanslagning av motsvarande sektioner inom Alfort & Cronholm och AB Wilh. Becker, och ägs sedan 2001 av Tikkurila Oyj. Produktionen sker i Nykvarn.

## Historik
År 1986 bildades Alcro-Beckers genom en sammanslagning av Alfort & Cronholms färgsektion Alcro och AB Wilh. Beckers sektioner för konsument- och byggfärger. Till en början delades ägandet 50/50, men 1988 tog AB Wilh. Becker över hela ägandet i företaget. 1991 koncentreras all produktion inom Alcro-Beckers till Lövholmen i Stockholm.
År 1994 etablerade Alcro-Beckers och finska Tikkurila samarbete i Baltikum, och 2001 köpte Tikkurila Alcro-Beckers. År 2008 flyttades fabriken från Lövholmen till Nykvarn och huvudkontoret till Hammarby sjöstad. År 2012 bytte Alcro-Beckers namn till Tikkurila Sverige AB, och slog samman sin verksamhet med tidigare Tikkurila Industri.

## Varumärken
Varumärken riktade mot konsumentmarknaden är Alcro, Beckers och Palett & Co, medan varumärket Tikkurila är industriinriktat.